# Серхіо Родрігес Гарсія
Серхіо Родрігес Гарсія (ісп. Sergio Rodríguez García; нар. 17 серпня 1984, Матаро, Іспанія), відоміший як Серхіо Родрі — іспанський футболіст, захисник московського «Спартака».

## Кар'єра
Вихованець клубу «Барселона». Протягом двох сезонів 2007/08 і 2008/09 був п'ять разів орендований різними клубами. За основний склад «Барселони» дебютував 11 грудня 2004 року, вийшовши на 2 хвилини. «Барселона» виграла у «Альбасете» 2:1. У тому сезоні Серхіо Родрігес в основному грав за «Барселону Б».
Влітку 2006 року перейшов у «Депортіво». Не зумів закріпитися в основі і відправився в січні 2007 року в оренду в «Альмерію». У сезоні 2007/08 він був відданий в оренду «Марітіму», проте не зігравши за нього жодного офіційно матчу, повернувся в «Депортіво», звідки відправився в оренду в клуб іспанської Сегунди «Саламанка».
В кінці липня 2009 року перейшов у «Еркулес», підписавши контракт за схемою 1+1. У першому ж сезоні він став основним гравцем і зіграв один з найкращих сезонів у своїй кар'єрі, забив у 38 іграх 4 м'ячі, а його клуб вийшов в Примеру, через 13 років.

### «Спартак» (Москва)
2 березня 2011 року з'явилася інформація про перехід Серхіо Родрігеса в московський «Спартак». Сума трансферу, за деякими даними, становить 400 000 євро. Напередодні, в середу ввечері, футболіст не був включений у заявку на матч чемпіонату Іспанії проти «Вільярреала». У сезоні 2010/11 Серхіо зіграв 13 матчів за «Еркулес».
3 березня 2011 року Серхіо Родрігес відправився на медобстеження в Німеччини, після якого повинен бути підписаний контракт строком на 1,5 року.
Сам футболіст, коментуючи свій перехід, сказав:

Період виступів за «Еркулес» вийшов дуже хорошим. Звичайно, хотілося б частіше виходити в основі. Але я ніколи не забуду цей етап моєї кар'єри, я зміг насолодитися виступом у Прімері. Сподіваюся, що в «Спартаку» продовжу прогресувати, що все складеться добре. Переговори по трансферу пройшли дуже швидко. Клуб мені дуже допоміг у цьому питанні, за що я вдячний керівництву. Для мене перехід в московську команду — велика можливість. Мріяв виступати за клуб такого рівня, як «Спартак».
— Серхіо Родрігес Гарсія
6 березня Родрі підписав контракт з «червоно-білими» на півтора року.